# Eulioptera
Eulioptera is een geslacht van rechtvleugeligen uit de familie sabelsprinkhanen (Tettigoniidae). De wetenschappelijke naam van dit geslacht is voor het eerst geldig gepubliceerd in 1956 door Ragge.

## Soorten
Het geslacht Eulioptera omvat de volgende soorten:
- Eulioptera atkinsonae Ragge, 1980
- Eulioptera bilobata Ragge, 1980
- Eulioptera breviata Ragge, 1956
- Eulioptera clavigera Ragge, 1980
- Eulioptera crosskeyi Ragge, 1968
- Eulioptera disparidens Ragge, 1980
- Eulioptera flexilima Ragge, 1980
- Eulioptera incisa Ragge, 1980
- Eulioptera insularis Ragge, 1980
- Eulioptera longicerca Ragge, 1956
- Eulioptera montana Ragge, 1980
- Eulioptera monticola Ragge, 1980
- Eulioptera reticulata Brunner von Wattenwyl, 1878
- Eulioptera spinulosa Ragge, 1956
- Eulioptera umbilima Ragge, 1980
- Eulioptera zanzibarica Brunner von Wattenwyl, 1891